# 조 세네카

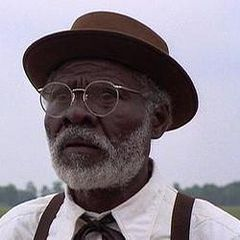

조 세네카(Joe Seneca, 1919년 1월 14일 ~ 1996년 8월 15일)는 미국의 텔레비전 배우, 영화배우, 가수, 연극 배우, 작곡가 겸 작사가이다.
클리블랜드에서 태어났으며 루스벨트섬에서 사망하였다. 사인은 천식이다.

## 영화
- 타임 투 킬 (1996년)
- 세인트 오브 뉴욕 (1993년) - 스피츠 역
- 말콤 X (1992년)
- 미시시피 마살라 (1991년)
- 모베터 블루스 (1990년)
- 타잔 - 조 라라 편 1 (1989년)
- 스쿨 데이즈 (1988년)
- 우주 생명체 블롭 (1988년)
- 빅 샷 (1987년)
- 노인들의 모임 (1987년)
- 십자로 (1986년)
- 실버라도 (1985년)
- 추적자 (1984년)
- 심판 (1982년)
- 도둑 신부 (1981년)
- 크레이머 대 크레이머 (1979년)
- 소중한 승리 (1977년)